# Celtic Woman: Silent Night
Celtic Woman: Silent Night är ett studioalbum av Celtic Woman. Det är det första album som EMI Music Christian Music Group (CMG Distribution) ger ut för gruppen. Förutom klassiska julsånger finns en nyskriven sång “The Light of Christmas Morn”, sjungen av Chloë Agnew och Lisa Lambe, med på skivan.

## Låtlista
| Nr  | Titel                                             | Vokalist(er)                                                               | Längd |
| --- | ------------------------------------------------- | -------------------------------------------------------------------------- | ----- |
| 1.  | Away in a Manger                                  | Chloë Agnew, Órla Fallon, Lisa Kelly, Méav Ní Mhaolchatha, Máiréad Nesbitt | 02:32 |
| 2.  | The Light of Christmas Morn                       | Agnew, Lisa Lambe, Nesbitt                                                 | 04:04 |
| 3.  | O Holy Night (Cantique de Noël)                   | Fallon                                                                     | 04:26 |
| 4.  | White Christmas                                   | Agnew, Kelly, Ní Mhaolchatha                                               | 03:21 |
| 5.  | Silent Nacht, heilige Nacht                       | Nesbitt, Ní Mhaolchatha                                                    | 03:25 |
| 6.  | Ave Maria                                         | Agnew                                                                      | 02:53 |
| 7.  | Carol of the Bells                                | Kelly                                                                      | 02:19 |
| 8.  | Have Yourself a Merry Little Christmas            | Agnew, Fallon, Kelly, Nesbitt, Ní Mhaolchatha                              | 02:27 |
| 9.  | Pie Jesu                                          | Agnew, Lynn Hilary, Nesbitt                                                | 03:29 |
| 10. | Don Oíche Úd i mBeithil (That Night in Bethlehem) | Agnew, Nesbitt, Ní Mhaolchatha                                             | 02:44 |
| 11. | Wexford Carol                                     | Ní Mhaolchatha                                                             | 03:07 |
| 12. | The Little Drummer Boy                            | Agnew, Fallon                                                              | 03:48 |
| 13. | O Come, All Ye Faithful (Adeste Fideles)          | Agnew, Fallon, Kelly, Nesbitt, Ní Mhaolchatha                              | 03:50 |